# Дворак, Тадеуш Збигнев
 Тадеуш Збигнев Дворак   (пол. Tadeusz Zbigniew Dworak); 14 октября 1942 года — 13 июня 2013 года) — польский астрофизик, профессор, сотрудник польской Академии горного дела и металлургии, писатель романист, новеллист, переводчик, автор или соавтор 8 книг и 150 научных публикаций, научно-популярных изданий.

## Биография
Тадеуш Збигнев Дворак родился 14 октября 1942 года в Польше. Изучал физику и астрономию в Ягеллонском университете в Кракове и физику атмосферы Земли на физическом факультете в Московском государственном университете в Москве. После окончания университета он работал в Астрономической обсерватории Ягеллонского университета, где под руководством астронома Казимежа Кордылевского получил докторскую степень в области исследований звезд. Получив докторскую степень, продолжил работу в Астрономической обсерватории Ягеллонского университета. В связи с реорганизацией обсерватории с 1976 года работал в Институте космической метеорологии при IMGW, занимаясь обработкой спутниковых изображений. С 1981 года работал в Институте экологического проектирования и охраны окружающей среды Университета науки и технологий AGH на должности специалиста по физике атмосферы, занимался экологическим мониторингом, дистанционным зондированием атмосферы Земли и др.
В 1991 году получил степень хабилитированного доктора (ученая степень доктора наук) на основе диссертации на тему: «Методика дистанционного зондирования атмосферы Земли для определения её запыленности». Работал также в должности профессора Высшего государственного профессионального училища Станислава Пигоня. Был научным руководителем при защите 5 докторских диссертаций.

## Литературная деятельность
Литературный дебют Тадеуш Збигнев состоялся на радио, под псевдонимом Збигнев Skawski в 1967 году, где исполняли его пьесу. Первой книгой Дворака был сборник рассказов о материи, в научной фантастике — рассказ «Фемида». Переводил с русского языка повести Кира Булычева, его произведения переводились на эсперанто, русский и венгерский языки. Тадеуш Збигнев печатал свои произведения в польских журналах «Wiedza i Życie» (Знание и Жизнь) и «Razem».

## Творчество
Тадеуш Збигнев является автором (соавтором) 8 книг и 150 научных публикаций, научно-популярных изданий. Темой многих работ Тадеуша Збигнева является физика планет, среди них:
- Świat planet (współautor: Konrad Rudnicki, PWN 1979, ISBN 83-01-01480-6, II wydanie PWN 1983, ISBN 83-01-04778-X).
- Astrologia. Astronomia. Astrofizyka (I wydanie LSW 1980, ISBN 83-205-3227-2, II wydanie LSW 1986, ISBN 83-205-3750-9).
- Z astronomią za pan brat (Iskry 1989, ISBN 83-207-1064-2).
- Wszechświat i ewolucja (współautorzy: Zbigniew Sołtyk, Marek Żbik, LSW 1989, ISBN 83-205-4037-2).
- Planety, gwiazdy, Wszechświat (współautor: Ludwik Zajdler, KAW 1989, ISBN 83-03-02491-4).
- Milczenie Wszechświata (współautorzy: Zbigniew Paprotny, Zbigniew Sołtyk, WP 1997, ISBN 83-214-1026-X).
- Odległe planety w Układzie Słonecznym (соавтор: Jerzy Kreiner, WN PWN 2000, ISBN 83-01-13164-0).

К фантастике же, в свою очередь, относится сборник рассказов:
- Jana Ciągwy władza nad materią. Iskry. 1977, (соавтор: Roman Danak).

## Переводы
- Кир Булычев «Zwierz mi się...»/«Поделись со мной...» 2014.
- Странный падающий камень: Рассказ//Вокруг света, 1980, № 1.